# 鲍勃·福斯
罗伯特·路易斯·“鲍勃”·福瑟（英語：Robert Louis "Bob" Fosse，1927年6月23日—1987年9月23日）是一位已故美国著名的电影和音乐、舞台剧多面手。他所擅长的领域包括男演员、舞者、音乐剧编舞、音乐剧和电影导演、编剧及剪辑师等。他共计8次获得托尼奖最佳编舞奖，至今（截止2013年）仍然是这一奖项获奖次数最多的人。电影方面，他共4次获学院奖提名，并在1973年3月27日举行的第45届学院奖颁奖典礼上凭执导《歌厅》击败经典黑帮片《教父》的导演弗朗西斯·福特·科波拉获得导演奖。

## 个人生活及去世
1987年9月23日，鲍勃因心脏病在乔治·华盛顿大学医院去世，享壽60岁。鲍勃去世后尸体予以火化，9月末，他的妻子和女儿将其骨灰带到他与女友公开生活了4年的纽约州苏福克县的一个名为Quogue的小乡村，并将他的骨灰撒入了大西洋。

## 作品
| 舞台作品 | - 《学府趣事》（1953年，演员） - 《彩鳳嬉春》（1953年，演员） - 《刁蛮公主》（1953年，演员） - 《银色圣诞》（又译《白色圣诞节》，1954年，编舞但未列名） - 《艾莲妹妹》（1955年，演员/编舞） - 《睡衣仙舞》（又译《普天同庆艳霓裳》，1957年，编舞） - 《失魂记》（1958年，舞者/编舞） - 《生命的旋律》（1969年，导演/编舞） - 《歌厅》（1972年，导演/编舞） - 《伦尼的故事》（1974年，导演） - 《小王子》（1974年，演员/编舞） - 《Thieves》（1977年，演员） - 《爵士春秋》（1979年，编剧/导演/编舞） - 《八零年代之星》（又译《情难舍》，1983年，编剧/导演） |